# Stamford (Texas)
Stamford es una ciudad ubicada en el condado de Jones en el estado estadounidense de Texas. En el Censo de 2010 tenía una población de 3124 habitantes y una densidad poblacional de 93,36 personas por km².

## Geografía
Stamford se encuentra ubicada en las coordenadas 33°3′00″N 99°35′32″O / 33.05000, -99.59222. Según la Oficina del Censo de los Estados Unidos, Stamford tiene una superficie total de 33.46 km², de la cual 15.44 km² corresponden a tierra firme y (53.85%) 18.02 km² es agua.

## Demografía
Según el censo de 2010, había 3124 personas residiendo en Stamford. La densidad de población era de 93,36 hab./km². De los 3124 habitantes, Stamford estaba compuesto por el 77.14% blancos, el 8.51% eran afroamericanos, el 0.83% eran amerindios, el 0.32% eran asiáticos, el 0% eran isleños del Pacífico, el 10.15% eran de otras razas y el 3.04% pertenecían a dos o más razas. Del total de la población el 32.43% eran hispanos o latinos de cualquier raza.